# Georg Illmert
Georg Illmert (* 26. Februar 1905; † 29. Januar 1951) war ein deutscher Partei- und Sportfunktionär (NSDAP).

## Leben
Georg Illmert wuchs in Dresden auf, wo seine verwitwete Mutter ein Spirituosengeschäft betrieb. Zum 15. Mai 1925 trat er der NSDAP bei (Mitgliedsnummer 4.894). Bereits 1927 war er Führer der Hitler-Jugend in Dresden und hatte seinen Dienstsitz in der Altstadt, Wertherstraße 2a. Er gehörte zu den Hauptorganisatoren des Baus des ersten nationalsozialistischen Jugendheimes, das von der Dresdner Hitler-Jugendgruppe der NSDAP in der Sächsischen Schweiz bei Koppelsdorf errichtet wurde. Das Jugendheim bot Platz für 50 Personen und der erste Hüttenwart war 1927 Georg Illmert. Aus diesem Jugendheim wurde ein Jahr nach Ausbruch des Zweiten Weltkriegs 1940 der erste HJ-Landdienstlehrhof Deutschlands.
1930 war Georg Illmert Sektionsführer der NSDAP in Dresden-Cotta. Im August 1934 nahm er als SA-Sturmbannführer die Ehrung des Ruder-Europameisters Gustav Schäfer im Rahmen eines Festaktes vor. Im Dezember desselben Jahres wurde Illmert zum Beauftragten des aus Dresden stammenden Reichssportführers Hans von Tschammer und Osten für den Bezirk Dresden-Bautzen ernannt. Gleichzeitig war er Kreisleiter des 1934 gegründeten Deutschen Reichsbundes für Leibesübungen (DRL). Nach der Amtsenthebung von Erich Detlefsen im Dezember 1935 übernahm Georg Illmert auch die Leitung der Ortsgruppe Dresden des DRL. Nach der im März 1936 erfolgten neuen Kreiseinteilung der DRL übernahm Georg Illmert als Kreisführer den Kreis VIII. Im Juni 1936 wurde Illmert durch den Gausportführer Erich Kunz in den Kreisführerstab berufen. Als solcher rief er zur Spalierbildung und Abhaltung von Feierstunden anlässlich des Fackellaufs des olympischen Feuers durch Dresden am 31. Juli 1936 auf.
Außerdem war er Ratsherr in Dresden und stieg zum SA-Obersturmbannführer auf.
Nachdem Georg Illmert bereits 1935 an der Organisierung einer Zirkusvorstellung zugunsten des Altershilfswerkes von Gauführer Martin Mutschmann im Güntzbad in Dresden beteiligt war, wurde er spätestens 1938 Direktor dieses Bades am Elbberg 3.

## Ehrungen
- Großes Ehrenzeichen der NSDAP